# Bulbophyllum tahitense
Bulbophyllum tahitense là một loài phong lan thuộc chi Bulbophyllum.